# Melese pusilla
Melese pusilla là một loài bướm đêm thuộc phân họ Arctiinae, họ Erebidae.